# 郭憲 (漢朝)
郭憲（?—?），字子横，汝南宋（今安徽太和县）人，東漢政治人物。
生卒年不詳。少年時拜東海王仲子爲師。王莽篡位，拜郭憲為郎中，郭憲不受，王莽欲杀之，遂逃往东海海邊隱居。漢光武帝時，應召拜博士。建武七年，代張堪為光祿勳。建武八年，光武帝親征隗囂。郭憲諫曰：“天下初定，車駕未可以動。”帝不聽。憲拔佩刀斬斷車靷，以阻止其親征。光武帝仍執意發兵。後來果然穎川起兵叛亂，光武帝急引兵回防。郭憲好道术。著有《洞冥記》。

## 延伸阅读
[在维基数据编辑]
 《後漢書·卷82上》，出自范晔《後漢書》